# Klaus Croissant
Klaus Croissant (1931. május 24. – 2002. március 27.) német jogász, kém és ügyvéd. Ő volt a Vörös Hadsereg Frakció védőügyvédje. 